# 三野浪魚
三野 浪魚（みの の なみうお、生没年不詳）は、奈良時代の官人。姓は臣。備前国津高郡少領。

## 概要
宝亀7年12月11日付の備前国津高郡津高郷陸田売買券、及び同年の津高郡司牃に名が見え、当時外従七位下・津高郡少領であったという。